# Бостад (община)
Община Бостад (на шведски: Båstads kommun) е разположена в лен Сконе, югоизточна Швеция с обща площ 219 km2 и население 14 275 души (към 31 декември 2013). Административен център на община Бостад е едноименния град Бостад.